# Kapusta kadeřavá
Kapusta kadeřavá je odrůda druhu brukev zelná (Brassica oleracea). Jde o dvouletou bylinu pěstovanou jako jednoletka, u které se sklízejí mladé listy a stonky. Nazývá se také kadeřávek neboli jarmuz. Je to listová zelenina s vysokými výnosy zkadeřených nebo i hladkých listů, které mají obdobné využití jako kapusta. Kapusta kadeřavá je nejvíce podobná původnímu planému druhu. Používá se i jako rostlina dekorativní, může mít košťál vysoký až 3 metry.

## KultivaryBrassica oleracea
- Brassica oleracea convar. capitata (L.) Alef. – hlávkové zelí
- Brassica oleracea convar. sabauda (L.) O.F.Schulz. – hlávková kapusta
- Brassica oleracea convar. gemmifera (Dc.) Markgr. – růžičková kapusta
- Brassica oleracea var. medullosa Thell. – dřeňová kapusta
- Brassica oleracea var. acephala Dc. – kapusta kadeřavá – jarmuz (krmná kapusta)
- Brassica oleracea var. sabellica Dc. – kapusta kadeřavá – kadeřávek
- Brassica oleracea convar. gongylodes (L.) Markgr. – kedluben
- Brassica oleracea convar. botrytis (L.) Markgr. – květák, romanesco
- Brassica oleracea var. italica Plenck – brokolice

- hlávkové zelí (convar. capitata)
- růžičková kapusta (convar. gemmifera)
- dřeňová kapusta (var. medullosa)
- kadeřávek (var. sabellica)
- brokolice (var. italica)
- kedluben (var. gongylodes)
- květák (var. botrytis)